# Seleção Australiana de Hóquei sobre a grama masculino
A Seleção Australiana de Hóquei sobre a grama masculino, apelidada de Kookaburras, é a equipe nacional masculina de hóquei sobre a grama da Austrália, que representa o país em competições internacionais. 
É uma das seleções desse esporte mais bem sucedidas, com o histórico de nove medalhas olímpicas, sendo cinco de bronze, três de prata e uma medalha de ouro em Atenas 2004. Conquistou ainda três Copas do Mundo, em 1986, 2010 e 2014

## Títulos
- Jogos Olímpicos (1): 2004

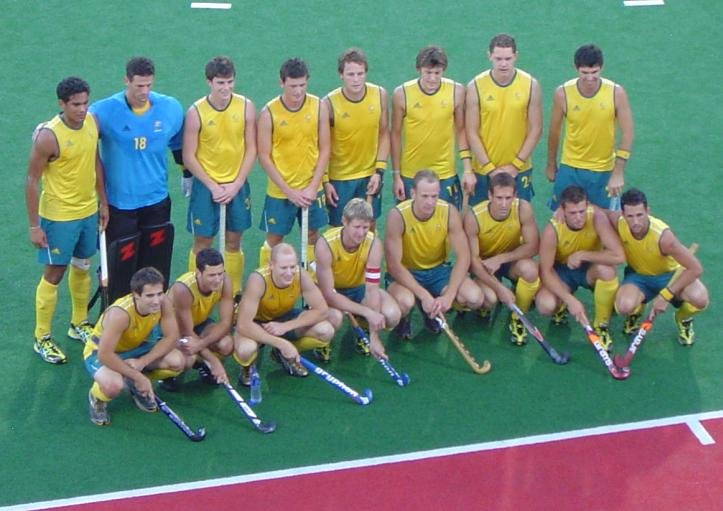
A seleção Australiana nas Olimpíadas de 2008.

- Campeonato Mundial (3): 1986, 2010 e 2014
- Champions Trophy (14): 1983, 1984, 1985, 1989, 1990, 1993, 1999, 2005, 2008, 2009, 2010, 2011, 2012 e 2016
- Liga Mundial (1): 2014-15
- Copa da Oceânia (10): 1999, 2001, 2003, 2005, 2007, 2009, 2011, 2013, 2015 e 2017